# Эбинании
Эбинании (лат. Ebinania) — род морских рыб семейства психролютовые. Встречаются в водах Тихого, Атлантического, Индийского и Южного океанов. Донные рыбы. Максимальная длина тела от 12 (Ebinania macquariensis) до 41,2 см (Ebinania australiae). Эти рыбы безвредны для человека, не имеют хозяйственного значения, их охранный статус не определён.

## Классификация
На июнь 2021 года в род включают 7 видов:
- Ebinania australiae Jackson & Nelson, 2006
- Ebinania brephocephala (D. S. Jordan & Starks, 1903) — Куцеголовая эбинания
- Ebinania costaecanariae (Cervigón, 1961) — Канарская эбинания
- Ebinania gyrinoides (Weber, 1913)
- Ebinania macquariensis J. S. Nelson, 1982
- Ebinania malacocephala J. S. Nelson, 1982
- Ebinania vermiculata Matsubara, 1932